# Estátua da Europa
A Estátua da Europa (também conhecida como Unidade na Paz) é uma escultura que simboliza a paz através da integração europeia e, ao mesmo tempo, visa demonstrar o lema da União Europeia (UE), "Unida na Diversidade". Está localizada no jardim do Convento Van Maerlant (a biblioteca da Comissão Europeia) na intersecção da Rue Van Maerlant/Van Maerlantsraat com a Chaussée d'Etterbeek/Etterbeeksesteenweg, no Bairro Europeu de Bruxelas, Bélgica. Feita de resina, a estátua mede mais de 5 m de altura e pesa quase 800 kg. Foi inaugurada em 9 de dezembro de 2003 por Neil Kinnock e Viviane Reding, que na época eram respectivamente Vice-Presidente da Comissão Europeia e Comissária para a Cultura. O ano de 2003 foi o Ano Europeu das Pessoas com Deficiência e a ampliação oriental da UE era esperada.
A estátua foi fabricada, modelada, polida e pintada por crianças com deficiência visual sob a supervisão do artista francês Bernard Romain, que queria demonstrar que a deficiência não era um fator desqualificante. Os braços entrelaçados de diferentes cores simbolizam os povos culturalmente diversos da Europa, que juntos erguem uma esfera que lembra a bandeira da UE, coroada pela pomba da paz.